# Het kralenspel

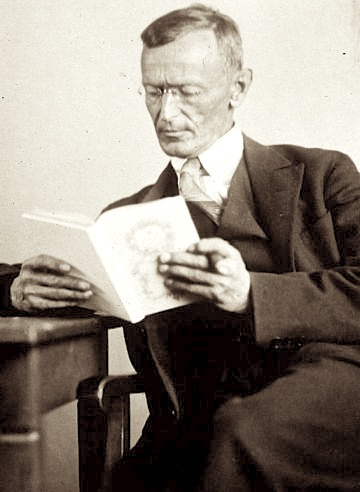
Hermann Hesse, foto Gret Widmann, 1927

Het kralenspel (Das Glasperlenspiel, 1943) is een utopische en bildungsroman, de laatste roman en magnum opus van de Duitstalige Zwitserse auteur Hermann Hesse over het leven van Joseph Knecht in een afgescheiden republiek van intellectuelen en de keuze tussen intellectueel en werelds leven. Hesse begon aan het werk in 1931 en publiceerde het in 1943. Het werd ook vernoemd in de motivatie voor de Nobelprijs voor Literatuur die Hesse in 1946 ontving. De alternatieve titel is Magister Ludi, Latijn voor 'meester van het spel', een label voorzien voor het hoofdpersonage.

## Inhoud
Het kralenspel vindt plaats in de 23ste eeuw, in een fictieve streek in Centraal-Europa, waar technologisch en economisch leven tot het minimum beperkt worden en het geestelijk leven bloeit.
Hesse vermeldt terloops het politieke geweld in de 20e eeuw, maar zijn belangrijkste kritiek op die eeuw ligt in de naam die eraan gegeven wordt: het tijdperk van de Feuilleton, waar elke gebeurtenis aanleiding geeft tot een verwoed geschrijf, een intellectueel decadente periode waarin middelmatige reactiejournalistiek de onderzoekspers en beschouwelijke pers uit de weg ruimde.
In deze enclave woont onder meer een monastieke orde van intellectuelen die zich een tweevoudige missie oplegt: een kostschool voor jongens organiseren (met een gedetailleerde uitwerking van onderwijs en het intellectuele leven) en het kralenspel (een spel dat erom draait een intellectueel discours te houden door zo creatief mogelijke encyclopedische linken te leggen.
De roman vertelt het leven van een voornaam lid van de orde, Joseph Knecht, zoals verteld door de fictieve historicus van de orde. De roman kan dus doorgaan voor een Bildungsroman. Op een gegeven moment geeft de orde hem als beste speler van het Kralenspel de titel ‘Magister Ludi’ (‘meester van het spel’).
Het werk bestaat hoofdzakelijk uit polariteiten, vooral de relatie tussen Knecht en zijn leraar, de geleerde monnik Vader Jacobus, en die met zijn beste vriend op de kostschool, Plinio Desigori, de telg van een rijke familie. Dit is vaak het geval in de romans van Hesse. Op het einde van de studie treedt Knecht, de personificatie van de esthetiek en het intellectueel leven, de orde terwijl Designori terugkeert naar de wereld, de gefaalde verzoening tussen verstand en wereld.
De republiek van intellectuelen is praktisch een ivoren toren, een vervreemde gemeenschap binnen een grotere natie, volledig gewijd aan het streven van intellectuele doelen, en onbewust van de problemen die zich in het leven buiten de grenzen voordoen.
Knecht twijfelt langzamerhand ook of de intellectueel begaafden wel het recht hebben zich te onttrekken aan ’s werelds problemen. Hij komt uiteindelijk tot de conclusie dat ze dat recht niet hebben en dat leidt bij hem tot een soort midlifecrisis. Als gevolg daarvan doet hij het ondenkbare: hij is niet langer Magister Ludi en vraagt de orde te verlaten, om toch van nut te kunnen zijn in de samenleving buiten de orde.
Een paar dagen later verdrinkt hij in een bergmeer bij een poging een zwemtocht te ondernemen waarvoor hij niet geschikt was. Tragisch genoeg maakte het leven in de enclave Knecht ongeschikt voor het leven in de werkelijke wereld. Toch kiest Knecht voor de wereld en niet voor de ivoren toren.

## Personages
- Joseph Knecht: het centrale karakter van dit boek
- De Muziekmeester: Knechts spirituele mentor die hem als kind begeleidt om toe te treden tot de elitescholen in de enclave.
- Plinio Designori: Knechts tegenpool in de buitenwereld
- Vader Jacobus: Knechts tegenpool in geloof (zou verwijzen naar de Zwitserse historicus Jacob Burckhardt)
- Thomas van der Trave: Knechts voorganger als Magister Ludi (zou verwijzen naar Thomas Mann, omdat die aan de Trave is geboren)
- Fritz Tegularius: een vriend van Knecht en een voorbeeld van wat er kan worden van de intellectuelen wanneer ze afgescheiden blijven leven.

## Het Kralenspel
Het denkbeeldige kralenspel speelt een hoofdrol in het leven van de monastieke orde. Waarover het spel gaat wordt nooit goed duidelijk. De regels zijn zo complex dat ze moeilijk uit te leggen en te begrijpen zijn. Het spel spelen vergt jaren van gedisciplineerde studie van muziek, wiskunde en cultuurgeschiedenis. In wezen is het spel een abstracte synthese van alle kunsten en studies. Het spel gaat steeds door omdat spelers verbanden vinden tussen onderwerpen die op het eerste gezicht niets met elkaar te maken hebben. Maar dat is slechts schijn: in Hesses wereld houdt alles verband met elkaar en kunnen die verbanden aan de oppervlakte gebracht worden door vrije associatie. Hesse schreef immers in een periode waarin de psychoanalyse aan populariteit won. Het spel gaat over verschillende werelden en tijden, en lijkt op het spel Go, maar dan zonder pionnen of symbolen. Het kralenspel bestaat echter vooral uit abstracte, gesproken formules, en het publiek houdt vooral van muziek en wiskundige elegantie. In De Reis naar het Morgenland, een ouder werk, wordt ook een soort van denkbeeldig spel gespeeld.